# Sven Täcklind
Sven Magnus Täcklind, född den 10 oktober 1905 i Alingsås, död den 30 oktober 1985 i Stockholm, var en svensk matematiker. Han var son till Magnus Täcklind.
Täcklind avlade filosofie kandidatexamen 1926 och filosofie licentiatexamen 1933. Han promoverades till filosofie doktor 1936 och var docent i matematik vid Uppsala universitet 1936–1972. Täcklind var anställd vid Svenska Ackumulator Aktiebolaget Jungner 1945–1965.